# Lewistown (Montana)
Lewistown és l'única ciutat i seu del Comtat de Fergus a l'estat de Montana dels Estats Units d'Amèrica.

## Demografia
Segons el cens dels Estats Units del 2000 Lewistown tenia 5.813 habitants, 2.594 habitatges, i 1.507 famílies. La densitat de població era de 1.181,3 habitants per km².
Dels 2.594 habitatges en un 26,1% hi vivien nens de menys de 18 anys, en un 46,5% hi vivien parelles casades, en un 8,6% dones solteres, i en un 41,9% no eren unitats familiars. En el 37,7% dels habitatges hi vivien persones soles el 18,4% de les quals corresponia a persones de 65 anys o més que vivien soles. El nombre mitjà de persones vivint en cada habitatge era de 2,18 i el nombre mitjà de persones que vivien en cada família era de 2,88.
Per edats la població es repartia de la següent manera: un 23,5% tenia menys de 18 anys, un 6,8% entre 18 i 24, un 23,2% entre 25 i 44, un 23,6% de 45 a 60 i un 22,8% 65 anys o més.
L'edat mediana era de 43 anys. Per cada 100 dones de 18 o més anys hi havia 84,4 homes.
La renda mediana per habitatge era de 28.949 $ i la renda mediana per família de 36.888 $. Els homes tenien una renda mediana de 30.231 $ mentre que les dones 20.019 $. La renda per capita de la població era de 16.817 $. Aproximadament el 9% de les famílies i el 13,6% de la població estaven per davall del llindar de pobresa.

## Poblacions properes
El següent diagrama mostra les poblacions més properes.